# Celsius (cómic)
Celsius (cuyo nombre real es Arani Desai Caulder) es un superheroína de la serie Doom Patrol de DC Comics. Apareció por primera vez en Showcase #94 (septiembre de 1977) y fue creada por Paul Kupperberg y Joe Staton. Ella es una de las pocas superheroínas del sur de Asia, y puede ser la primera heroína de este tipo creada por DC Comics.
Celsius apareció en su primera adaptación en vivo en la primera temporada de la serie de televisión Doom Patrol para DC Universe interpretadas por Jasmine Kaur y Madhur Jaffrey.

## Antecedentes y creación
Celsius fue creado para el nuevo Doom Patrol reiniciado que debutó en Showcase #94-96. Inspirado en "New X-Men" de Len Wein y Dave Cockrum, el escritor Paul Kupperberg quería tener algunos héroes de diferentes nacionalidades en el grupo. El artista Joe Staton usó fotos de artículos de National Geographic sobre la India como modelo para Celsius.

## Biografía ficticia del personaje
El siguiente relato es el resultado realizado por el General Inmortus cuando examinó a Arani con una sonda mental (Showcase Vol. 1 #95, octubre-noviembre de 1977), Arani Desai nació en la India, en una vida de riqueza y privilegios. Debido a la muerte de su madre al dar a luz a Arani, su padre Ashok la rechazó a pesar de que poseía un excelente intelecto y un cuerpo atlético espectacular. Arani escapó de su casa, después de que su padre se volviera loco. La vida en las calles de Calcuta, hizo que se pusiera gravemente enferma, hasta que fue rescatada por un entonces joven estadounidense el Dr. Niles Caulder. Él le concedió el poder de la inmortalidad cuando estos posteriormente se casaron, luego de varios meses de haberse conocido, y la dejó en el Himalaya, mientras este trataba de evadir al General Immortus. Arani esperó, y se dio cuenta de que el suero que le orotorgó Caulder le aumentada su fuerza, pudiendo ella controlar la temperatura ambiental y manipular una forma de energía en cantidades de calor y frío. Con esta capacidad, junto con el misticismo y las enseñanzas en el monasterio en el que se encontraba, le hizo una formidable artista marcial.

### Como miembro de laDoom Patrol
Tras el suceso que conllevó al descubrimiento de la apafrente muerte del primer equipo de la Doom Patrol original, creó su propio equipo, con el objetivo de buscar a su esposo, al que se negó a creer que este había muerto junto con el resto de la Patrulla original durante una explosión. Sin embargo, encontró que Cliff Steele (Robotman) había sobrevivido en virtud de su naturaleza mecánica al tener un cuerpo robótico (lo suficiente como para mantener su cuerpo intacto, incluyendo la cabeza, que le permitió mantener su cerebro vivo, y que fue encontrado por el doctor Will Magnus quien lo reconstruyó), y que lo devolvió a la sede de operaciones de la Doom Patrol, allí éste se encontró ante un nuevo equipo que se encontraba celebrando una reunión. Fueron interrumpidos y capturados por el Immortus, que momentáneamente había restaurado su juventud mediante el uso de una sonda mental sobre Arani para poder obtener la fórmula de inmortalidad que fue aplicada sobre ella. A medida que el tratamiento que había sido utilizado, sin embargo, sólo funcionó con ella, puesto que fue creada para su fisiología, por tanto, no funcionó completamente en el general.

### Kalki
Durante su liderazgo de la Doom Patrol, descubrieron que Larry Trainor (conocido como el Hombre Negativo), inexplicablemente también había sobrevivido a la explosión, así como su ente receptor de energía; además, causó que la desertora soviética Valentina Vostok (quién se había integrado al equipo de la Doom Patrol como la Mujer Negativa y que había adquirido los mimos poderes de Larry), descubrieran que Arani fue seuestrada por un ente demoníaco, el mismo que habían estado controlando al padre de Arani, Ashok Desai, rebautizadose como Kalki. Al igual que el grupo terrorista conocido como Culto a Kobra, Ashok creía que era su destino llevar a cabo el Kali Yuga. Ashok Desai había trabajado originalmente con Niles Caulder para desarrollar el suero de la inmortalidad, que Caulder más tarde perfeccionaría y utilizaría con Arani. Ashok probó una versión temprana del suero mutagénico sobre sí mismo. La fórmula desencadenó su MetaGene, y logró mutar su cuerpo, conduciéndolo a la locura. Este se transformó en un portal que conducía hacia una dimensión inferior al cual creía que era "el infierno ".
Tanto él como Caulder habían ideado una armadura especializada para contener el deterioro de su cuerpo y para controlar el portal dimensional. Kalki había establecido una base oculta en la isla de Jamaica, de la que se tenía la intención de lanzar un satélite diseñado para eliminar toda forma de vida en la Tierra. Kalki murió cuando Celsius había dañado su armadura, haciendo que los "demonios" que se encontraban en el otro lado del portal desaparecieran; sin embargo, fueron capaces de arrastrar el cuerpo de Ashok hacia al otro lado del portal.
Celsius sería la única miembro que estaba luchando junto con Power Girl contra un malvado Señor del Caos. Su explosión Ártica logró hacer explotr a un Metallo sobrecalentado después de que lograra controlar las acciones de Robotman para poder luchar contra Superman. Arani descubrió más tarde que Niles Caulder que aún se encontraba con vida, mientras que Valentina Vostok se había convertido en agente secreto para el gobierno de los Estados Unidos.

### Post-Crisis

#### Invasión!
Cuando Niles salió de su escondite, había declarado que nunca se habían casado, a pesar de que la conocía, y luego declaró que Arani se encontraba "loca y sin esperanza" por creerse eso, aunque más tarde se rectractó de esa declaración. Admitió que había experimentado con ella con el suero de la inmortalidad. Arani fue encontrada aparentemente muerta al parecer luego de un intento de suicidio tras congelar a un ser de la raza Gil'Dishpan, cuando se encontraba a bordo de un crucero de batalla de dicha raza, tras escapar y llegar al círculo polar Ártico durante el evento conocido como Invasión!. Celsius se había quedado atrás cuando se dio cuenta de que los extraterrestres estaban tratando de escapar del ataque por sorpresa. Cuando los otros miembros de la Doom Patrol le rogaron que se alejara de él, ella se negó rotundamente, afirmando que "Niles sabe la verdad", mientras se encontraba bajo la nave en medio de varias toneladas de hielo. Como los motores de fusión estallaron con tal poder y fuerza llevándolos de nuevo al blanco. Aquaman se dio cuenta de que la reacción creada por Celsius, junto con las bombas, efectivamente paralizaron la nave interestelar. Trágicamente, Celsius se convirtió en la primera víctima heroica en la invasión. La Patrulla enterraría sus restos, pero el MetaGen-bomba se activó durante su funeral.
Niles Caulder más tarde reveló que se casó con Arani para su propia protección, al ser una mujer procedente de la India, pero la abandonó inmediatamente después de la ceremonia.

#### La noche más oscura
Celsius reapareció reanimada como un Black Lantern como uno de los cuatro miembros de la Doom Patrol que fueron reanimados dentro del arco tie-in de la revista de historietas de la Doom Patrol, que fue parte de los eventos de la La noche más oscura. Ella se enfrenta a su exmarido y procede a burlarse de él emocionalmente, inmediatamente, ella procede a supercongelarla y le rompe sus piernas paralizadas. Ella es impedida que matara a Caulder por parte de un hombre que intentó hacerle un agujero negro en la cara, y lo envió afuera de la isla Oolong, junto con su compañero Black Lantern, atravesando una puerta donde se encontraba un urdimbre.

### Los Nuevos 52/DC Renacimiento
El reinicio de la continuidad con la iniciativa Los Nuevos 52 en 2011, Celsius apareció por primera vez en las páginas de la Liga de la Justicia Vol.2 #24, junto con la Mujer Negativa y Tempest siendo observados por el supervillano Grid. Luego, en las páginas de la Liga de la Justicia Vol.2 # 27 fue mencionado por Scorch y Karma, y que luego presuntamente fue asesinada por Johnny Quick y Atomica. Sin embargo, en las páginas de la Liga de la Justicia Vol.2 #34 Lex Luthor le dice a El Jefe que ella y Tempest pudieron haber fingido su propia muerte para escapar de él y la Doom Patrol.

## Poderes y habilidades
Celsius es una poderosa artista marcial de nivel superior debido a su formación en el monasterio tibetano. Ella tiene un nivel menor en las artes antiguas del misticismo enseñado a ella, debido a su formación en el monasterio del Himalaya que fue enseñada por parte de monjes budistas. Estos mismos monjes budistas le enseñarían a Arani el poder controlar y manipular la temperatura del núcleo, proyectando ondas de calor en un nivel formidable, lanzando ráfagas volcánicas de la mano izquierda o un intenso frío como del hielo ártico a un nivel con la mano derecha, después de que Niles Caulder le suministrara el suero de la inmortalidad que desencadenó su MetaGene. Celsius incluso fue vista conteniendo casualmente un helicóptero Gobierno estando en pleno vuelo debido a una ráfaga de energía de vapor sobre calentada. Debido a la longevidad del suero secreto, que le fue dado a ella por parte de Niles Caulder en lugar del General Immortus, el cual creía que era supuestamente para permaneciera joven y bella para siempre como un ser inmortal. La combinación de su destreza atlética natural, inteligencia, artes marciales y la dualidad térmica hizo que Celsius fuese una de las artistas marciales más formidables, y dinámicas del Universo DC. Luego de ser reanimada por los Black Lanterns, obtuvo un anillo de poder Negro, con el cual puede hacer cualquier cosa que un Black Lantern pueden hacer al combinarlo con sus poderes termales naturales.

## En otros medios
Celsius apareció en el episodio de Doom Patrol, "Doom Patrol Patrol", interpretadas por Jasmine Kaur como una mujer joven y por Madhur Jaffrey como una anciana. Esta versión era miembro de una encarnación de Doom Patrol de la década de 1950 antes de que fueran derrotados por Mr. Nobody y disueltos. Como la mayoría de ellos quedaron mentalmente enfermos, Joshua Clay se convirtió en su cuidador.